# Pallacanestro Olimpia Milano 1950-1951
Questa voce raccoglie le informazioni riguardanti la Pallacanestro Olimpia Milano, sponsorizzata Borletti, nelle competizioni ufficiali della stagione 1950-1951.

## Verdetti stagionali
- Serie A: 1ª classificata su 14 squadre (22 partite vinte ed un pari su 26)[1] Vincitrice scudetto  (6º titolo)

## Area tecnica
- Allenatore:  Cesare Rubini

## Roster
- Alessandro Acerbi
- Emilio Baruffi
- Romano Crivelli
- Sandro Gamba
- Giovanni Miliani
- Enrico Pagani
- Gianantonio Pegurri
- Alberto Reina
- Romeo Romanutti
- Cesare Rubini [2]
- Giuseppe Sforza
- Sergio Stefanini